# Spilornis rufipectus
Spilornis rufipectus là một loài chim trong họ Accipitridae.
Đây là loài đặc hữu của Sulawesi ở Indonesia. Môi trường sống tự nhiên của chúng là rừng ẩm vùng đất thấp nhiệt đới hoặc cận nhiệt đới.